# Ludovic Chammartin
Ludovic Chammartin (Friburgo, 31 de enero de 1985) es un deportista suizo que compite en judo.
En los Juegos Europeos de Bakú 2015 consiguió una medalla de bronce en la categoría de –60 kg. Ganó dos medallas en el Campeonato Europeo de Judo, plata en 2013 y bronce en 2015.

## Palmarés internacional
| Juegos Europeos    | Juegos Europeos    | Juegos Europeos   | Juegos Europeos |
| Año                | Lugar              | Medalla           | Categoría       |
| ------------------ | ------------------ | ----------------- | --------------- |
| 2015               | Bakú (Azerbaiyán)  | Medalla de bronce | –60 kg          |
| Campeonato Europeo |                    |                   |                 |
| Año                | Lugar              | Medalla           | Categoría       |
| 2013               | Budapest (Hungría) | Medalla de plata  | –60 kg          |
| 2015               | Bakú (Azerbaiyán)  | Medalla de bronce | –60 kg          |